# Frankrigs retsvæsen
Frankrigs retsvæsen er opbygget over to adskilte dele: Den juridiske del og den administrative del. Den juridiske del er yderligere underopdelt i civilretten og strafferetten.

## Domstolenes organisation og kompetence
Kompetencen til at pådømme straffesager fastlægges i Frankrig på grundlag af lovovertrædelsens grovhed. De mindst alvorlige
lovovertrædelser behandles af Tribunal de police, mellemsvære lovovertrædelser behandles af Tribunal correctionnel, mens de mest alvorlige lovovertrædelser behandles af Cour d’assises.

## 1. instans

### Politiret (Tribunal de police )
- Organisation: Tribunal de police sættes af en enkelt dommer og har som hovedregel hjemsted ved en afdeling under Tribunal d’instance. Anklagemyndigheden er repræsenteret ved en politidirektør (procureur de la République) eller en stedfortræder.
- Kompetence: Tribunal de police pådømmer forseelser i kategori 1-5, som fx kan være simpel legemsbeskadigelse og hastighedsovertrædelse på mindst 50 km/t. Tiltalte kan straffes med bøde på op til € 1.500 (€ 3.000 i gentagelsestilfælde), rettighedstab som fx frakendelse af kørekort, og erstatning til offeret.
- Appelmuligheder: Afgørelser truffet af Tribunal de police kan appelleres til Cour d’appel, hvor sagen pådømmes ved chambre des appels correctionnels.

### Kriminalret (Tribunal correctionnel)
- Organisation: Tribunal correctionnel sættes normalt af tre dommere. I enkelte tilfælde af en enkelt dommer. Tribunal correctionnel har hjemsted ved en afdeling under Tribunal de grande instance. Anklagemyndigheden er repræsenteret ved en politidirektør eller en stedfortræder.
- Kompetence: Tribunal correctionnel pådømmer de mellemsvære lovovertrædelser, fx tyveri, bedrageri, narkotikahandel og grov legemsbeskadigelse. Den tiltalte kan straffes med fængsel i op til 10 år (20 år i gentagelsestilfælde), bødestraf eller anden strafferetlig retsfølge som fx samfundstjeneste.
- Appelmuligheder: Afgørelser truffet af Tribunal correctionnel kan appelleres til Cour d’appel, hvor sagen pådømmes ved chambre des appels correctionnels.

### Nævningedomstol (Cour d’assises)
- Organisation: Cour d’assises sættes af tre dommere og seks nævninger. Anklagemyndigheden er repræsenteret ved en generaladvokat.
- Kompetence: Cour d’assises pådømmer de mest alvorlige lovovertrædelser, som fx drab og voldtægt, for hvilke der kan idømmes livsvarigt fængsel eller fængsel på tid. Efter hovedforhandlingen voterer de tre dommere og seks nævninger i fællesskab først om skyldsspørgsmålet, og, hvis tiltalte erklæres skyldig, dernæst om straffen.
- Appelmuligheder: Afgørelser truffet af Cour d’assises kan appelleres til en anden Cour d’assises.

## 2. instans

### Appelret (Cour d’appel)
- Organisation: Chambre des appels correctionnels er en afdeling under en Cour d’appel, som træffer afgørelser i straffesager. Den sættes af tre dommere. Anklagemyndigheden er repræsenteret ved statsadvokaten (procureur général) eller en stedfortræder.
- Kompetence: Cour d’appel behandler appelsager fra Tribunal correctionnel, Tribunal de police.
- Appelmuligheder: Afgørelser truffet af Cour d’appel kan ikke appelleres, men indbringes for Cour de cassation.

### Nævningeappeldomstol (Cour d’assises d’appel)
- Organisation: Cour d’assises d’appel sættes af en retsformand (président), to dommere (juges) og ni nævninger (jurés). Anklagemyndigheden er ligesom i 1. instans repræsenteret ved en generaladvokat (avocat général).
- Kompetence: Appelsager fra Cour d’assises sendes videre til en ny Cour d’assises, som så benævnes Cour d’assises d’appel, og hvor der deltager ni nævninger i modsætning til i 1. instans, hvor kun deltager seks nævninger i pådømmelsen. Dommere og nævninger voterer ligesom i 1. instans i fællesskab først om skyldsspørgsmålet (la culpabilité), og, hvis den tiltalte erklæres skyldig, dernæst om straffen (la peine).
- Appelmuligheder: Afgørelser truffet af Cour d’appel kan ikke appelleres, men indbringes for Cour de cassation (§ 7).

## Kassationsinstans

### Kassationsdomstol (Cour de cassation)
- Organisation: Cour de cassation ligger i Paris. Straffesager, der indbringes for Cour de cassation, behandles ved en særlig afdeling for straffesager (chambre criminelle), og sættes normalt af fem dommere (conseillers). Anklagemyndigheden er repræsenteret ved rigsadvokaten (procureur général) der bistås af 20 generaladvokater (avocats généraux) herunder en førstegeneraladvokat (premier avocat général).
- Kompetence: Cour de cassation er den øverste strafferetlige domstol i Frankrig. Den virker ikke som en almindelig appelinstans, da den normalt ikke tager stilling til de faktiske omstændigheder, kun til de retlige omstændigheder, det vil sige spørgsmålet om, hvorvidt de underordnede instanser har fortolket fransk lovgivning korrekt. Det betyder også, at den alene har kompetence til at ophæve en retsafgørelse, men ikke træffe en ny. Enhver sag, som er blevet påkendt i sidste instans, kan indbringes for Cour de cassation ved kassationsappel (pourvoi en cassation) med henblik på prøvelse af, om der foreligger såkaldte kassationsgrunde, eksempelvis væsentlige processuelle fejl, der kan medføre, at dommen ophæves, eller at sagen henvises til fornyet behandling ved en instans, der er sideordnet med den, der har truffet den for Cour de cassation indbragte retsafgørelse.
- Appelmuligheder: Ingen appelmuligheder.